# アウストラル

アウストラル記号 (Unicode U+20B3)

アウストラル (austral) は、アルゼンチンで1985年6月15日から1991年12月31日まで使用されていた通貨。
ISO 4217通貨コードはARA。通貨記号は「₳」（右画像）で、UnicodeにはUnicode 5.0で初めて追加されたため、古いフォントには含まれていない。
補助通貨単位はセンターボ（₳1=100センターボ）であったが、インフレの進行で1989年にいったん事実上消滅した。しかし現在の通貨「ペソ」(1992.1–) の補助通貨として、1ペソ=100センターボ のレートで復活した。

## 経緯
かつて、アルゼンチンの通貨は「ペソ・モネーダ・ナシオナル」(m$n) だったが、慢性的な高インフレに伴う減価の問題に対処する為、1970年1月に100分の1のデノミネーションで「ペソ」に (m$n100=$1)、1983年6月にはその「ペソ」も1万分の1の再デノミで「ペソ・アルヘンティーノ」に ($10,000＝$a1) に、それぞれ変更されている。ちなみに「ペソ・アルヘンティーノ」へのデノミが実施された1983年6月時点で「ペソ」($) の最高額紙幣となっていた旧百万ペソ券 ($1,000,000) は、同国で発行された紙幣の中で最も額面が大きく、後（1990年）に発行される旧50万アウストラル紙幣 (₳500,000) がこれに続く。
相次ぐ失政により政権の座を退かざるを得なくなった軍事政権に代わり、国の舵取りを引き継いだラウル・アルフォンシン急進党(急進市民連合)政権は、「ハイパーインフレーション」と呼ばれた悪性インフレの抑制を期して、1985年6月15日に「1,000ペソ・アルヘンティーノを1アウストラルとする1千分の1のデノミ」と「物価・給与の1年間の凍結」などを骨子とする新経済政策「アウストラル計画」(–1988.12) を発表した。「凍結令」に合わせる形で対米ドル(US$)の公定レートもUS$1=₳0.8に約1年間固定されているが、現地通貨からハード・カレンシーへの交換（例：₳→US$）は、「メルカード・ネグロ」（闇市場）と呼ばれる個人間取引（実勢レート）にほぼ限定されていた（公定レートの切り下げが始まる1986年上半期まではUS$1=₳0.85 - 0.9で推移）。ちなみに「通貨兌換制度」（後述）の導入で自国通貨に対外的な交換性が付加される1991年までは、輸入消費財（主に家電製品・装飾品）に代表される「ぜいたく品」・航空券（国際線）・不動産取引などは「外貨（米ドル）建て」で決済されるのが一般的であった。
「ペソ・アルヘンティーノ」($a)からのデノミに新貨の発行が間に合わなかった為、デノミ後の額面 (₳1・₳5・₳10) が捺された旧紙幣 ($a1000・$a5000・$a10000) を流通させる事で代替。結局、1985年中に発行が開始されたのは₳1・₳10・₳100（紙幣）と1/2・1・5・10・50の各センターボ(硬貨)のみで、₳5・₳50（紙幣）の発行は1986年まで持ち越された。センターボ硬貨のサイズとデザインが額面ごとに異なっていた（材質は黄銅で統一）のに対し、アウストラル紙幣のサイズはペソ・アルヘンティーノ時代よりコンパクトな155mm×65mmで統一。肖像画の人物と色は金種に応じて異なっていたものの、デザイン・レイアウトに関してはいずれの場合もほぼ同じものが採用されていた。ちなみに現在のペソも紙幣のサイズは金種に関係なく155mm×65mmで統一されている。
物価凍結令（1年間）が解除された1986年下半期以降も、インフレ抑制策としての「アウストラル計画」は継続（生活必需品と公共料金の価格統制）していたが、経済の実情に背を向けた統制を嫌気した「売り惜しみ」と深刻な景気後退が国民の生活を直撃する。対外債務のデフォルト（利払い停止）を宣言した1988年4月以降、インフレの再燃が鮮明化し、1千%（年率換算）突破の目安でもある月率22%のラインを8月に突破。2か月後（10月）に発表された為替制度の変更などを盛り込んだ緊急経済対策「プリマベーラ計画」（第2次アウストラル計画）も確たる成果を挙げられぬまま3か月足らずで頓挫した為、インフレの抑制で一旦は成果を上げたかに見えた「アウストラル計画」は事実上の終焉を迎える。翌1989年1月、世界銀行はアルゼンチンへの支援を停止、国際的な孤立が決定的となる。以後、1991年のペッグ制導入までの約2年間、未曽有のハイパーインフレに見舞われる事となる。
1985年6月19日（「アウストラル計画」の発表直後）に無効化された$a1（紙幣・硬貨）を除き、$a時代の小額紙幣 ($a5・$a10・$a50・$a100・$500) と硬貨($a5・$a10・$a50)は1987年5月末まで、$a1,000 (₳1)・$a5,000 (₳5)・$a10,000 (₳10) の各紙幣は1987年11月末まで、₳貨との併用がそれぞれ認められていた。
発行が決まった1985年時点で購買力をほとんど持たず名目的な存在に過ぎなかった1/2センターボ硬貨($a5相当)は1年前後で流通から除外されているが、その後もインフレの加速にスライドする形で小額硬貨の廃止が随時実施された結果、1989年にはセンターボ自体が補助通貨としての役目を事実上終えている。ちなみに、アルゼンチンの商店では、米ドル換算で5セント未満の端数がつり銭などで発生した場合、四捨五入もしくはばら売りの飴やガムの「物納」で代替される事が多い為、外為レートが対米ドルで2割増しに設定されていた期間でも、1センターボ硬貨の使用頻度は限られていた。
₳500紙幣（1988年）を皮切りに、高額紙幣(₳1,000・₳5,000・₳10,000・₳50,000・₳100,000・₳500,000)の発行が相次いでいるが、インフレの進行に高額紙幣の追加（図案の決定）が追い付かず、旧ペソ (1970.1 - 1983.6) 時代後期に発行された高額紙幣 ($10,000・$50,000・$100,000・$500,000) の図案を手直し（「Pesos」を「黒塗り」して「₳」の記号をスタンプ）する事で急場をしのぐ場面もあった。
硬貨に関しても同様で、1989年以降、₳1・₳5・₳10・₳100・₳500・₳1,000の各紙幣が硬貨に変更。額面ごとにサイズ・デザインは異なっていたが、材質は旧「センターボ」硬貨より等級の低いアルミニウムで統一されていた。
正義党（ペロン党）のカルロス・メネム氏が大統領に就任した1989年7月以降も経済の混乱は続いていたが、1990年の下半期頃より年率数千%に達していたインフレは徐々に沈静化へと向かう。1991年に対外レートをUS$1=₳10,000で固定する「通貨兌換制度」（所謂「ペッグ制」）が導入され、翌1992年1月1日には₳10,000を1ペソとする1万分の1のデノミも行われる。デノミにより、2002年1月のペッグ制崩壊（以後、変動相場制へ移行）まで、対米ドルで1対1の交換比率が持続する。
なお、このペソ（当初は「ペソ・コンベルティブレ・デ・クルソ・レガル」が正式な名称であったが、2002年1月のペッグ制離脱を機に「兌換性」にまつわる文言が削除され、現在は通称と同じ「ペソ」になっている）を1985年以前の各ペソ (m$n・$・$a) と区別する為、新ペソ（ヌエボ・ペソ）と呼ぶ事もあるが、「ペソ」を通貨単位として採用している国が現在も複数存在する中南米諸国では、他の「ペソ」との混同を避ける目的で「ペソ・アルヘンティーノ」(Peso Argentino) の呼称が常用されている（「アウストラル時代」の約5年半を除く）。
過去3回のデノミに比べ、新旧両貨幣 (₳・$) の併用期間は比較的短く、デノミの実施から1年前後でペソ貨への切り替えが完了している。

## その他
Among Us
非公式MODのサブマージドというマップにて、本記号が出てくるタスクがあるが、特に関連性は無いものと思われる。

## 記号の符号位置
| 記号 | Unicode | JIS X 0213 | 文字参照         | 名称             |
| ---- | ------- | ---------- | ---------------- | ---------------- |
| ₳    | U+20B3  | ‐          | &#x20B3; &#8371; | アウストラル記号 |